# A Private War
A Private War es una película estadounidense de drama biográfico dirigida por Matthew Heineman y protagonizada por Rosamund Pike como la periodista Marie Colvin. La película está basada en el artículo de 2012 "Marie Colvin’s Private War" de la Revista Vanity Fair escrito por Marie Brenner. La película fue escrita por Arash Amel. También aparecen los actores Jamie Dornan, Tom Hollander y Stanley Tucci.

## Sinopsis
La historia de la periodista de guerra Marie Colvin, quien consiguió adentrarse el invierno de 2012 en Siria para cubrir la guerra civil. Colvin y el fotógrafo Rémi Ochlik fueron asesinados por un artefacto explosivo improvisado, mientras los medios de comunicación oficiales huían ante el bombardeo del ejército sirio.

## Reparto
| Actor         | Personaje    |
| ------------- | ------------ |
| Rosamund Pike | Marie Colvin |
| Jamie Dornan  | Paul Conroy  |
| Stanley Tucci | Tony Shaw    |
| Tom Hollander |              |
| Corey Johnson | Norma Coburn |

## Producción
La película fue rodada en Jordania y luego en Londres.

## Estreno
En febrero de 2018, Aviron Pictures adquirió los derechos de distribución de la película. La película tuvo su premier mundial en el Festival Internacional de Cine de Toronto el 7 de septiembre de 2018. También fue proyectada en el Festival de Cine de Mill Valley el 4 de octubre de 2018, y en el Festival de cine de Woodstock el 14 de octubre de 2018. La película fue estrenada el 2 de noviembre de 2018, de forma limitada, antes de su lanzamiento general el 16 de noviembre de 2018.

## Recepción
A Private War ha recibido reseñas positivas de parte de la crítica y de la audiencia. En el portal de internet Rotten Tomatoes, la película posee una aprobación de 89%, basada en 91 reseñas, con una calificación de 7.3/10, mientras que de parte de la audiencia tiene una aprobación de 66%, basada en 891 votos, con una calificación de 3.4/5.
Metacritic le ha dado a la película una puntuación de 76 de 100, basada en 28 reseñas, indicando "reseñas generalmente positivas". En el sitio IMDb los usuarios le han dado una calificación de 6.9/10, sobre la base de 1511 votos.